# Comuna Sviteaz, Șațk
Sviteaz (în ucraineană Світязь) este o comună în raionul Șațk, regiunea Volînia, Ucraina, formată din satele Omelne, Pidmanove și Sviteaz (reședința).

## Demografie
Componența lingvistică a satului Sviteaz
     Ucraineană (99,1%)
     Alte limbi (0,9%)
Conform recensământului din 2001, majoritatea populației satului Sviteaz era vorbitoare de ucraineană (99,1%), existând în minoritate și vorbitori de alte limbi.